# Hakaurészeneb (Bubasztisz)
Hakaurészeneb (ḫˁ-k3.w-rˁ-snb) ókori egyiptomi hivatalnok volt a XII. dinasztia idején, Bubasztisz polgármestere és Básztet papjainak elöljárója III. Szenuszert és III. Amenemhat idején.
Anyja neve Mut volt. Más hozzátartozóinak neve nem ismert. Hakaurészeneb egy jó állapotban fennmaradt kvarcitszoborról ismert, amelyet Safik Farid talált 1961-ben egy középbirodalmi bubasztiszi palotában két, felirat nélküli mészkőszoborral (egy ülő- és egy kockaszoborral) együtt. Lehetséges, hogy a három szobor a bubasztiszi polgármesterek halotti kultuszához készült, erre mutatnak az áldozati sztélék is, amelyeket Ahmed el-Szavi talált a közelben, valamint a bubasztiszi polgármesterek nekropoliszának a közelsége. Hakaurészeneb szobrát 2006-ig a Sarkíja Nemzeti Múzeum állította ki, jelenleg a múzeum raktárában található.

## Fordítás
- Ez a szócikk részben vagy egészben  a   Chakaure-seneb című német Wikipédia-szócikk ezen változatának fordításán alapul.  Az eredeti cikk szerkesztőit annak laptörténete sorolja fel. Ez a jelzés csupán a megfogalmazás eredetét és a szerzői jogokat jelzi, nem szolgál a cikkben szereplő információk forrásmegjelöléseként.